# اریکس (سیسیل)
اریکس (زبان یونانی: Ἔρυξ) شهری باستانی و کوهی در غرب سیسیل، در حدود ۱۰ کیلومتری تراپانی امروزی و ۳ کیلومتری از ساحل دریا بود. در محل اریچه واقع شده بود.